# Obermerz

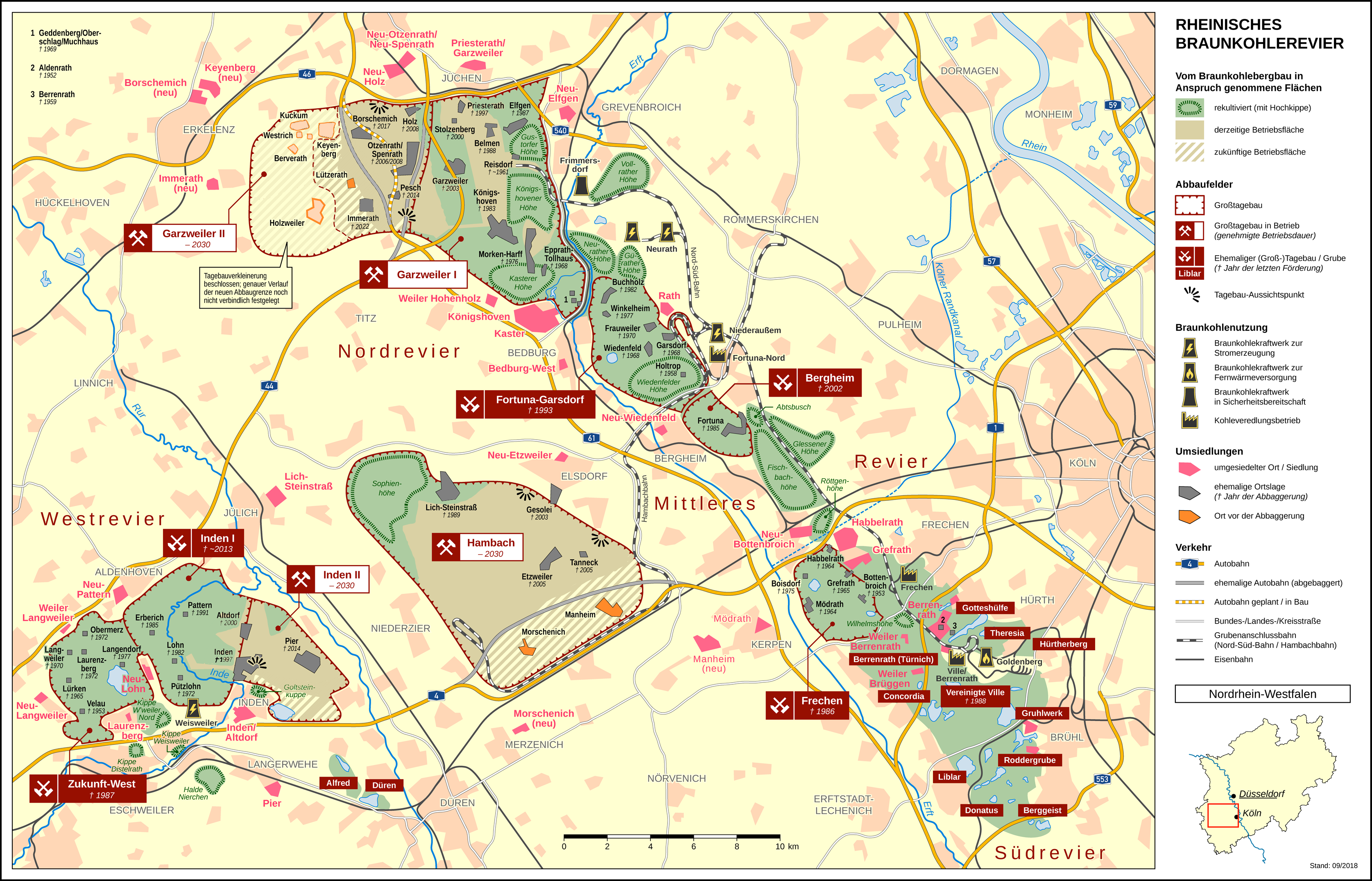
Karte mit der Lage des ehemaligen Ortes Obermerz im Rheinischen Braunkohlerevier

Obermerz ist eine Wüstung in Aldenhoven im Kreis Düren. Der Ort wurde 1972 im Zuge des Braunkohletagebaus „Zukunft“ abgebaggert. Zuletzt hatte er 107 Einwohner, welche ebenso wie die Bewohner von Langweiler und Warden-Ost zwischen 1965 und 1971 nach Kinzweiler umgesiedelt wurden. Die östlich angrenzende Ortschaft Niedermerz besteht noch heute.
Obermerz lag am Merzbach vor seiner Umleitung zwischen dem Aldenhovener Ortsteil Schleiden und dem Eschweiler Stadtteil Laurenzberg. Es gehörte zusammen mit Laurenzberg, Lürken und Langweiler zum katholischen Pfarrbezirk Laurenzberg. Die Valentinstraße in Kinzweiler erinnert an den Schutzpatron Valentin von Terni der Obermerzer St. Valentin-Kapelle.
Koordinaten: 50° 53′ N, 6° 15′ O